# Кужмара (Советский район)
Кужмара (мар. Кужмарий) — село в Советском районе Республики Марий Эл. Административный центр Кужмаринского сельского поселения.

## География
Находится в центральной части республики Марий Эл на расстоянии приблизительно 12 км по прямой на северо-запад от районного центра посёлка Советский.

## История
Известно с 1770 года как село при Архангельской церкви с 6 дворами. В 1790 году построена деревянная Троицкая церковь (с 1823 каменная). В 1891 году в селе Люперсола (Кужмарь) насчитывалось вместе с деревней Люперсола 1-я (Черкасола) 20 дворов (17 марийских и 3 русских). В советское время работали колхозы им. Сталина и им. Ленина (позднее СПК им. Ленина).

## Население
Население составляло 358 человек (мари 94 %) в 2002 году, 391 в 2010.